# Diocèse d'Ávila
Le diocèse d'Ávila (en latin : Diœcesis Abulensis ; en espagnol : Diócesis de Ávila) est un diocèse de l'Église catholique en Espagne, suffragant de l'archidiocèse de Valladolid. Depuis 2023, l'évêque est Jesús Rico García (es), S.O.D..

## Territoire

Carte des diocèses d'Espagne avec celui d'Ávila en rouge.

Le diocèse comprend la province d'Ávila avec l'évêché à Ávila où se trouve la cathédrale du Sauveur. Il est suffragant de l'archidiocèse de Valladolid.
Le territoire comprend 254 paroisses regroupées en 11 archidiaconés : Abadía de Burgohondo, Arenas de San Pedro, Arévalo Madrigal, Ciudad de Ávila, El Barco de Ávila, Cebreros El Tiemblo, Fontiveros, Inmediaciones de Ávila, Piedrahíta, Valle Amblés, Valle del Tiétar.

## Histoire
Le diocèse est probablement érigé dans le dernier quart du IVe siècle, on connaît Priscillien, évêque hérétique d'Ávila exécuté à Trèves en 385. Après cet évêque, on sait qu'au VIIe siècle, plusieurs évêques d'Ávila participent aux conciles de Tolède. Le siège épiscopal était suffragant de l'archidiocèse de Mérida. Au début du VIIIe siècle le siège est abandonné à la suite de l'invasion arabe.
En 1103, le diocèse est restauré ainsi que celui de Zamora par Jérôme de Périgord, évêque du diocèse de Salamanque, lui aussi récemment restauré. Le 27 février 1120, il fait partie de l'archidiocèse de Saint-Jacques-de-Compostelle.
Au XIIe siècle, on commence la construction de la cathédrale ; comme celle de Salamanque, la cathédrale a l'apparence d'une forteresse comme il sied à des églises dans cette région à la frontière avec l'islam. En 1568, à l'apogée du diocèse, le séminaire diocésain est fondé.
Dans la première moitié du XIXe siècle, le diocèse subit les confiscations par le désamortissement espagnol de Mendizabal, tous les ordres religieux masculins sont expropriés et deviennent propriété de l'État. Le 4 juillet 1857, le diocèse fait partie de la province ecclésiastique de Valladolid.